# Fred Espenak
Fred Espenak, né le 1er août 1953[citation nécessaire] à New York et mort le 1er juin 2025 à Portal (Arizona), est un astrophysicien américain. Il travaille au Goddard Space Flight Center. Il est plus connu pour son travail sur les prédictions d'éclipses, qui lui valent le surnom de « Mr Eclipse ».

## Biographie

### Jeunesse et formation
Fred Espenak s'intéresse à l'astronomie lorsqu'il a 7 à 8 ans, et reçoit son premier télescope vers 9 ou 10 ans. Il obtient un diplôme bachelor en physique au Wagner College à Staten Island, où il travaille au planétarium. Son diplôme de master est acquis à l'université de Toledo, et est basé sur ses recherches faites à l'observatoire de Kitt Peak, sur les étoiles éruptives parmi les naines rouges[citation nécessaire].

### Carrière

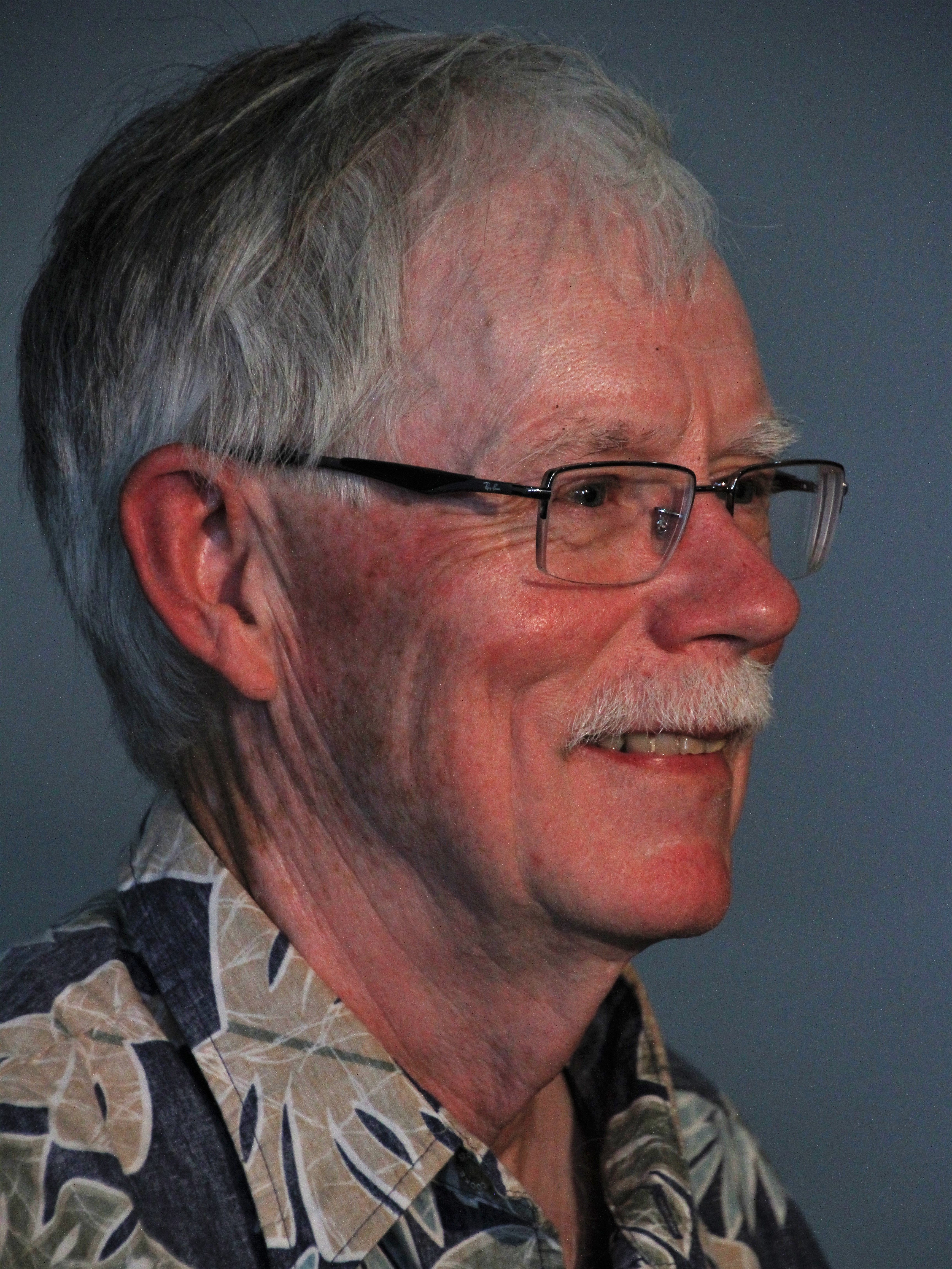
Fred Espenak en 2017.

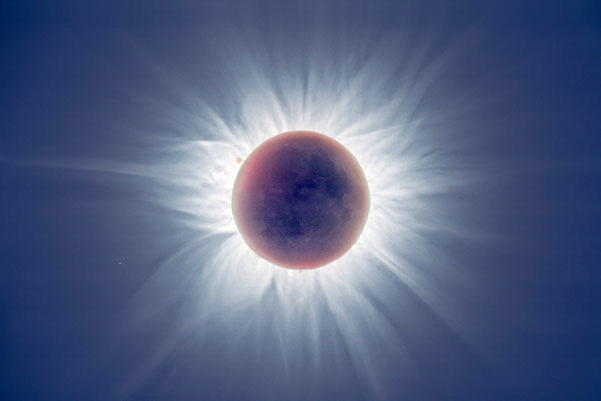
Image composite réalisée par Fred Espenak à partir de 22 images distinctes de la Lune et du Soleil, depuis Chisamba (Zambie) pendant la phase totale de l'éclipse solaire du 21 juin 2001.

Fred Espenak est employé au Goddard Space Flight Center, où il utilise le spectromètre infrarouge pour mesurer l'atmosphère des planètes dans le Système solaire. Il fournit des bulletins d'éclipses pour la NASA depuis 1978. Il est l'auteur de nombreux travaux canoniques sur les prédictions d'éclipses, comme Fifty Year Canon of Solar Eclipses: 1986–2035 et Fifty Year Canon of Lunar Eclipses: 1986–2035», les deux sont des références standards sur les éclipses.
La première éclipse qu'il a observée est l'éclipse solaire du 7 mars 1970 (en), qui a provoqué son intérêt pour ce phénomène. Depuis, il a vu jusqu'à vingt éclipses.
Fred Espenak est co-auteur avec Jean Meeus de Five Millennium Canon of Solar Eclipses, qui couvre tous les types d'éclipses solaires (partielle, totale, annulaire, ou hybride) de 2000 avant J.-C. à 3000 de notre ère. Il est aussi un co-auteur (avec Mark Littmann et Ken Willcox) de Totality: Eclipses of the Sun.
Il est le co-investigateur d'une expérience atmosphérique en vol à bord de Discovery.
Il est aussi connu comme « Mr. Eclipse ». Il donne des cours sur les éclipses et l'astrophotographie. Les photographies astronomiques prises par Fred Espenak ont été publiées dans le National Geographic, Newsweek, Nature, New Scientist et Ciel et Espace.
Fred Espenak est retraité depuis 2009.

### Vie privée
Fred Espenak rencontre Patricia Totten en Inde lors de l'éclipse solaire du 24 octobre 1995. Ils se marient en 2006.

### Mort
Fred Espenak annonce le 15 avril 2025 souffrir d'une fibrose pulmonaire idiopathique détectée cinq ans plus tôt et que son état de santé s'est fortement dégradé cette année. Il meurt le 1er juin 2025 en soins palliatifs chez lui à Portal en Arizona.

## Honneur
L'astéroïde (14120) Espenak a été nommé en son honneur en 2003.